# Джуліо Асколі
Джу́ліо А́сколі (італ. Giulio Ascoli, 20 листопада 1843, Трієст, Італія — 12 липня 1896, Мілан, Італія) — італійський математик. Відомий своїм вкладом в математичний аналіз.
Запровадив поняття рівностепеневої неперервності функцій та встановив достатні умови компактності послідовності неперервних функцій. Приблизно в той же час Чезаре Арцела встановив необхідні умови компактності. Їхній остаточний результат відомий тепер як теорема Асколі — Арцела.